# Maison de justice des Bains
La maison de justice des Bains est situé à Tours dans le Vieux-Tours, place Grégoire-de-Tours. Le monument fait l’objet d’une inscription au titre des monuments historiques depuis 1927.